# Fußball-Westfalenliga
Die Westfalenliga  (bis 2008 Verbandsliga Westfalen) ist seit der Saison 2012/13 die zweithöchste Spielklasse des Fußball- und Leichtathletik-Verbandes Westfalen im Männerfußball und die sechsthöchste im deutschen Ligasystem. Die amtierenden Meister der beiden Westfalenligastaffeln sind der TuS Hiltrup und die TSG Sprockhövel.

## Modus
Die Westfalenliga besteht aus zwei Staffeln mit einer Sollstärke von je 16 Mannschaften. In der Regel spielen in der Staffel 1 Mannschaften aus dem Münsterland und Ostwestfalen, während in der Staffel 2 Mannschaften aus dem Ruhrgebiet, dem Sauerland und dem Siegerland spielen. Die genaue Einteilung der beiden Staffeln wird jedes Jahr nach geographischen Gesichtspunkten vorgenommen. Es kommt dabei vor, dass Mannschaften aus der Mitte Westfalens die Staffel wechseln müssen, damit eine einheitliche Staffelstärke gewährleistet ist.
Ein Finale zwischen den Staffelsiegern gibt es nicht, der Meister jeder Staffel steigt in die Oberliga Westfalen auf, sofern in dieser Spielklasse nicht bereits eine Mannschaft desselben Vereins spielt. In diesem Fall (ebenso bei Verzicht auf den Aufstieg) rückt die nächstplatzierte, aufstiegsbereite und zugelassene Mannschaft der jeweiligen Staffel nach. Die drei Tabellenletzten jeder Staffel steigen in die in vier Staffeln eingeteilte Landesliga Westfalen ab.

## Teilnehmer der Saison 2025/26
Die Staffeleinteilung wurde am 5. Juli 2025 veröffentlicht.

### Westfalenliga 1
- Eintracht Ahaus (Aufsteiger)
- Borussia Emsdetten
- FC Preußen Espelkamp
- FC Kaunitz (Aufsteiger)
- SC Westfalia Kinderhaus
- SC Rot-Weiß Maaslingen
- SV Mesum
- SuS Neuenkirchen
- FC Nordkirchen (Aufsteiger)
- Grün-Weiß Nottuln
- Sportfreunde Ostinghausen
- SC Peckeloh
- FSC Rheda
- SV Rödinghausen II
- SV Westfalia Soest
- VfL Theesen (Aufsteiger)

### Westfalenliga 2
- SSV Buer 07/28 (Aufsteiger)
- FC Brünninghausen
- Vestia Disteln
- TuS Erndtebrück
- SpVg Hagen (Aufsteiger)
- Westfalia Herne
- Holzwickeder SC
- DJK TuS Hordel (Aufsteiger)
- SpVgg Horsthausen
- FC Iserlohn 46/49
- RSV Meinerzhagen
- Wacker Obercastrop
- SC Obersprockhövel
- BSV Schüren
- DSC Wanne-Eickel
- Concordia Wiemelhausen (Absteiger)
- DSC Wanne-Eickel

## Geschichte

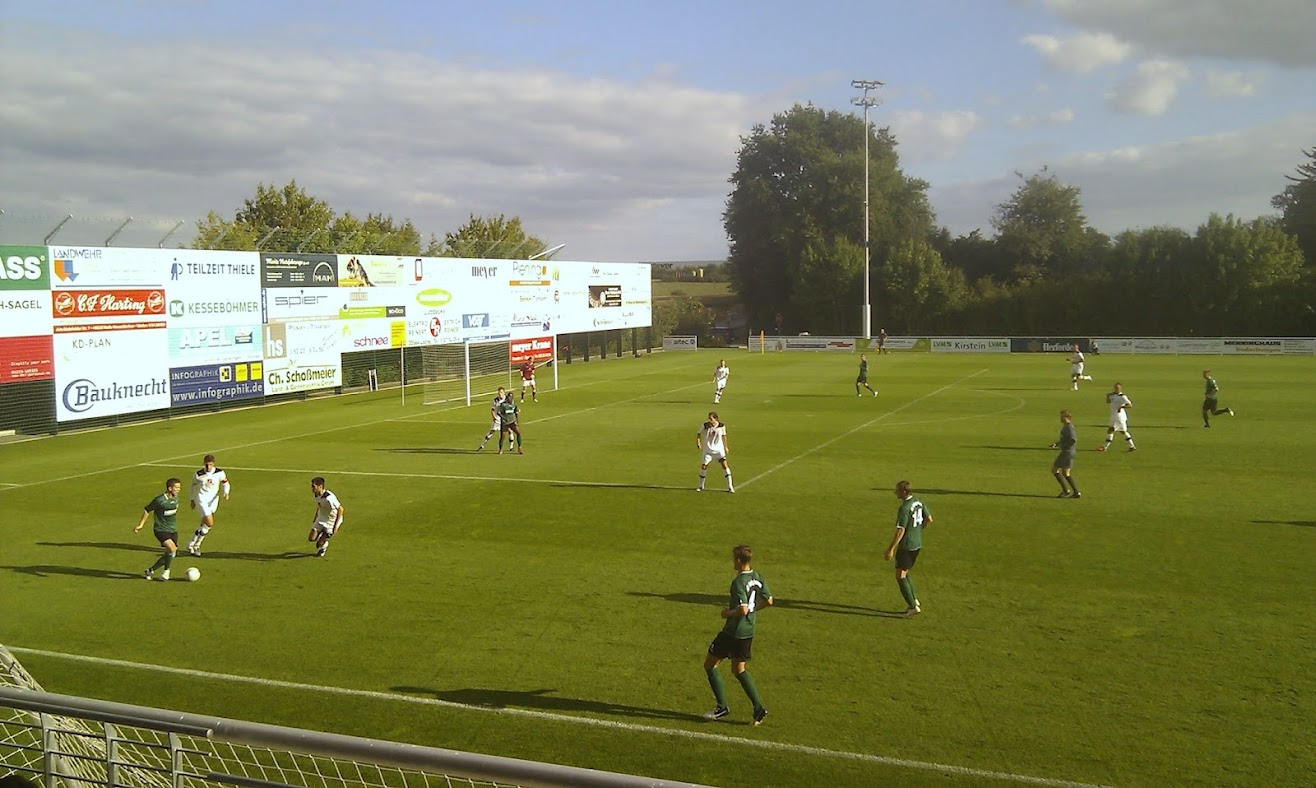
Szene vom 3. Spieltag der Saison 2012/13: Der SV Rödinghausen empfängt im Wiehenstadion den Delbrücker SC

Die Westfalenliga wurde 1956/57 als damals drittklassige Verbandsliga Westfalen gegründet und seither stets in zwei Staffeln ausgetragen. Ihre Gründung erfolgte, um eine spielstarke Stufe zwischen der damals bestehenden 2. Oberliga West und der bis heute noch in fünf Staffeln darunter ausgetragenen Landesliga Westfalen zu schaffen. Auch nach Gründung der Bundesliga 1963/64 sowie der Einführung der 2. Bundesliga 1974/75 blieb die Verbandsliga Westfalen unverändert die dritthöchste Spielklasse im deutschen Ligasystem.
Da die Spielklasse bis 1977/78 gleichzeitig auch die höchste Spielklasse im Fußball- und Leichtathletik-Verband Westfalen war, trugen die beiden Staffelsieger zusätzlich Endspiele um den Titel des Westfalenmeisters aus. Der Titelgewinn berechtigte anschließend zur Teilnahme an der Aufstiegsrunde zur nächsthöheren Liga. Dies war bis 1962/63 die 2. Oberliga West, zwischen 1963/64 und 1973/74 die Regionalliga West sowie ab 1974/75 die 2. Bundesliga.
Erst mit Einführung der übergeordneten Oberliga Westfalen in der Saison 1978/79 wurde die Verbandsliga Westfalen in die vierte Ebene der Ligapyramide zurückgestuft. Der Titel des Westfalenmeisters wurde fortan dem Meister der Oberliga Westfalen verliehen. Daher entfiel das Endspiel zwischen den beiden Staffelsiegern; diese stiegen seither direkt in die Oberliga Westfalen auf. Sofern dort aufgrund der Abstiegssituation aus höheren Ligen freie Plätze vorhanden waren, konnten eventuell auch die beiden Staffelzweiten aufsteigen.
Nach Wiedereinführung der Regionalliga 1994/95 zunächst noch fünftklassig, stellt die Spielklasse seit 2008/09 nach Gründung der 3. Liga nur noch die sechsthöchste Spielklasse im deutschen Ligasystem dar. Im Rahmen der Zusammenlegung der Oberliga Nordrhein und Oberliga Westfalen zur NRW-Liga in der Saison 2008/09 wurde die Spielklasse in Westfalenliga umbenannt und sie war damit auch wieder die höchste Liga des Fußball- und Leichtathletik-Verbandes Westfalen. Das Endspiel der beiden Staffelsieger um den Titel des Westfalenmeisters wurde jedoch nicht wieder eingeführt. Im Zuge der Regionalligareform 2012 ist die Westfalenliga aufgrund der Wiedereinführung der Oberliga Westfalen jetzt wieder nur noch die zweithöchste westfälische Spielklasse.

## Bisherige Meister

### Verbandsliga als dritthöchste Spielklasse (1956–1978)
| Jahr | Staffel 1               | Staffel 2               | Finalergebnisse                             |
| ---- | ----------------------- | ----------------------- | ------------------------------------------- |
| 1957 | SpVg Beckum             | Sportfreunde Gladbeck   | 5:1, 3:3                                    |
| 1958 | SpVgg Erkenschwick      | Hombrucher FV 09        | 2:3, 3:7                                    |
| 1959 | SpVg Beckum             | Sportfreunde Siegen     | 2:0, 2:1                                    |
| 1960 | BV Selm                 | SSV Hagen               | 1:3, 3:0, 2:1 (in Dortmund)                 |
| 1961 | Germania Datteln        | Sportfreunde Siegen     | 0:3, 5:0, 2:0 (in Hagen)                    |
| 1962 | Arminia Bielefeld       | BV Brambauer (1)        | 2:1, 0:0                                    |
| 1963 | VfB 03 Bielefeld        | Lüner SV                | 1:3 (in Hamm)                               |
| 1964 | Eintracht Gelsenkirchen | Dortmunder SC 95        | 1:1, 2:2, 2:0 (in Castrop-Rauxel)           |
| 1965 | SpVgg Erkenschwick      | VfL Bochum              | 1:4, 3:2, 1:1 n. V. (in Recklinghausen) (2) |
| 1966 | Hammer SpVg             | SSV Hagen               | kein Endspiel (3)                           |
| 1967 | SpVgg Erkenschwick (4)  | Lüner SV                | 0:0 n. V. (in Castrop-Rauxel) (5)           |
| 1968 | SpVgg Erkenschwick      | SSV Hagen               | 2:1 (in Erkenschwick) (6)                   |
| 1969 | DJK Gütersloh           | SG Wattenscheid 09      | 3:1 (in Hamm)                               |
| 1970 | Eintracht Gelsenkirchen | Westfalia Herne         | 2:1 (in Herne)                              |
| 1971 | Arminia Gütersloh (7)   | VfL Klafeld-Geisweid 08 | 1:0 (in Hagen)                              |
| 1972 | STV Horst-Emscher       | Sportfreunde Siegen     | 3:1, 0:4 n. V. (6:7 i. E.)                  |
| 1973 | VfB 03 Bielefeld (8)    | Rot-Weiß Lüdenscheid    | 2:1 (in Lünen)                              |
| 1974 | SC Recklinghausen       | TuS Neuenrade           | 0:3, 2:4                                    |
| 1975 | Arminia Gütersloh (9)   | Westfalia Herne         | 0:2, 2:4                                    |
| 1976 | SC Herford              | SV Holzwickede          | 3:1, 1:2                                    |
| 1977 | Arminia Gütersloh       | Rot-Weiß Lüdenscheid    | 2:6, 2:0                                    |
| 1978 | 1. FC Paderborn (10)    | DSC Wanne-Eickel        | 0:2, 2:1                                    |

1 Brambauer gewann das Entscheidungsspiel gegen den SC Dahlhausen mit 1:0.

2 Bochum wurde durch Losentscheid Meister.

3 Hagen verzichtete auf das Endspiel.

4 Erkenschwick gewann das Entscheidungsspiel gegen die SpVgg Herten mit 2:0.

5 Beide Mannschaften verzichteten auf ein Wiederholungsspiel.

6 Hagen verzichtete auf das Endspiel; der VfL Schwerte rückte nach.

7 Gütersloh und die Hammer SpVg trennten sich im Entscheidungsspiel 2:2 nach Verlängerung. Das Wiederholungsspiel gewannen die Gütersloher mit 3:2 nach Verlängerung.

8 Bielefeld gewann das Entscheidungsspiel gegen den SC Hassel mit 3:1.

9 Gütersloh setzte sich in den Entscheidungsspielen mit 2:1 und 1:0 gegen den SC Herford durch.

10 Paderborn setzte sich in den Entscheidungsspielen mit 1:0 und 1:1 gegen den VfB Rheine durch.

### Verbandsliga als vierthöchste Spielklasse (1978–1994)
| Jahr | Staffel 1              | Staffel 2                       | Weitere Aufsteiger                       |
| ---- | ---------------------- | ------------------------------- | ---------------------------------------- |
| 1979 | VfB Waltrop            | Teutonia Lippstadt              | –                                        |
| 1980 | Hammer SpVg            | STV Horst-Emscher               | –                                        |
| 1981 | Eintracht Hamm-Heessen | Lüner SV                        | –                                        |
| 1982 | ASC Schöppingen        | VfL Bochum Amateure             | –                                        |
| 1983 | FC Gohfeld             | SV Langendreer 04               | –                                        |
| 1984 | VfL Reken              | DJK Hellweg Lütgendortmund (11) | –                                        |
| 1985 | 1. FC Recklinghausen   | SuS Hüsten 09                   | –                                        |
| 1986 | SC Verl                | SG Wattenscheid 09 Amateure     | –                                        |
| 1987 | SpVg Marl              | Borussia Dortmund Amateure      | SC Hassel                                |
| 1988 | VfB Rheine             | Sportfreunde Siegen (12)        | –                                        |
| 1989 | SpVg Beckum (13)       | VfR Sölde                       | VfL Bochum Amateure                      |
| 1990 | VfB Hüls               | Rot-Weiß Lüdenscheid            | 1. FC Recklinghausen                     |
| 1991 | FC Gütersloh           | VfL Gevelsberg                  | –                                        |
| 1992 | Schalke 04 Amateure    | Sportfreunde Siegen             | SpVg Brakel, SG Wattenscheid 09 Amateure |
| 1993 | TSG Dülmen (14)        | SV Holzwickede (15)             | –                                        |
| 1994 | VfB Hüls               | Sportfreunde Siegen             | –                                        |

11 Lütgendortmund gewann das Entscheidungsspiel gegen die Amateure von Wattenscheid mit 3:2 nach Verlängerung.

12 Siegen gewann das Entscheidungsspiel gegen den VfR Sölde mit 6:4 nach Elfmeterschießen.

13 Beckum gewann das Entscheidungsspiel gegen den 1. FC Recklinghausen mit 7:2.

14 Dülmen gewann das Entscheidungsspiel gegen die Hammer SpVg mit 4:2 nach Verlängerung.

15 Holzwickede gewann das Entscheidungsspiel gegen die Sportfreunde Oestrich mit 1:0.

### Verbandsliga als fünfthöchste Spielklasse (1994–2008)
| Jahr | Staffel 1                     | Staffel 2              | Weitere Aufsteiger                         |
| ---- | ----------------------------- | ---------------------- | ------------------------------------------ |
| 1995 | TuS Ahlen                     | Sportfreunde Oestrich  | SV Rotthausen                              |
| 1996 | TSG Dülmen                    | DJK TuS Hordel         | –                                          |
| 1997 | Blau Weiß Post Recklinghausen | FC Schalke 04 Amateure | VfL Bochum Amateure                        |
| 1998 | FC Eintracht Rheine           | VfB Kirchhellen        | SV Lippstadt 08, SV Langendreer 04         |
| 1999 | Preußen Lengerich (16)        | Westfalia Herne        | SC Herford, SV Rotthausen                  |
| 2000 | Lüner SV                      | TSG Sprockhövel        | –                                          |
| 2001 | VfB Fichte Bielefeld          | SC Hassel              | Hövelhofer SV                              |
| 2002 | Arminia Bielefeld Amateure    | TSG Sprockhövel        | SpVg Emsdetten 05, Sportfreunde Siegen II  |
| 2003 | LR Ahlen Amateure             | SV Schermbeck          | SV Vorwärts Kornharpen                     |
| 2004 | Sportfreunde Lotte            | SpVgg Erkenschwick     | –                                          |
| 2005 | Delbrücker SC                 | Westfalia Herne        | –                                          |
| 2006 | Hammer SpVg                   | DSC Wanne-Eickel       | SF Oestrich-Iserlohn (17)                  |
| 2007 | SV Schermbeck                 | TSG Sprockhövel        | SC Wiedenbrück 2000, DJK Germania Gladbeck |
| 2008 | VfB Hüls                      | SG Wattenscheid 09     |                                            |

16 Aufgrund einer Spielwertung wurde Preußen Lengerich Meister. Der ursprüngliche Meister SC Herford durfte allerdings ebenfalls aufsteigen.

17 Dem DSC Wanne-Eickel wurde der Aufstieg verweigert.

### Westfalenliga als sechsthöchste Spielklasse (seit 2008)
Von 2008 bis 2012 diente die Westfalenliga neben der Mittelrheinliga und Niederrheinliga als Unterbau der NRW-Liga. Seit 2012 ist wieder die Oberliga Westfalen der Westfalenliga übergeordnet.
| Jahr | Staffel 1             | Staffel 2              | Weitere Aufsteiger |
| ---- | --------------------- | ---------------------- | --- |
| 2009 | SC Wiedenbrück 2000   | TSG Sprockhövel        | – |
| 2010 | Westfalia Rhynern     | SpVgg Erkenschwick     | – |
| 2011 | TuS Dornberg          | TuS Erndtebrück        | – |
| 2012 | SV Lippstadt 08       | SG Wattenscheid 09     | Hammer SpVg, FC Gütersloh 2000, SC Roland Beckum, 1. FC Gievenbeck, SuS Neuenkirchen (alle Staffel 1), SpVgg Erkenschwick, TuS Heven, TuS Ennepetal, TSG Sprockhövel (alle Staffel 2) |
| 2013 | SV Rödinghausen       | SV Zweckel             | FC Eintracht Rheine |
| 2014 | SuS Stadtlohn         | ASC 09 Dortmund        | – |
| 2015 | SC Paderborn 07 II    | TSV Marl-Hüls          | SV Schermbeck |
| 2016 | SC Hassel             | FC Brünninghausen      | 1. FC Kaan-Marienborn |
| 2017 | TuS Haltern           | Westfalia Herne        | – |
| 2018 | 1. FC Gievenbeck      | Holzwickeder SC        | SV Schermbeck |
| 2019 | Preußen Münster II    | RSV Meinerzhagen       | – |
| 2020 | TSV Victoria Clarholz | SG Finnentrop/Bamenohl | SpVgg Vreden (Staffel 1) |
| 2021 | Saison annulliert     | Saison annulliert      | Saison annulliert |
| 2022 | Delbrücker SC         | TuS Bövinghausen       | 1. FC Gievenbeck (Staffel 1) |
| 2023 | SpVgg Erkenschwick    | Türkspor Dortmund      | FC Brünninghausen (Staffel 2) |
| 2024 | SC Verl II            | Concordia Wiemelhausen | |
| 2025 | TuS Hiltrup           | TSG Sprockhövel        | |